# Michelsonův interferometr
Svůj první interferometr navrhl a sestavil Albert Abraham Michelson v roce 1881. Zdokonalená verze lišící se od původní vícenásobným odrazem paprsků mezi zrcadly byla použita v roce 1887 při slavném Michelson-Morleyově experimentu, který měl podat důkaz o existenci světelného éteru.

## Konstrukce
Skládá se ze zdroje světelných paprsků P, polopropustné skleněné destičky d, kompenzační destičky k1, zrcadel Z1,Z2 a dalekohledu D.
Paprsek ze zdroje P dopadá pod úhlem 45° na polopropustnou skleněnou destičku d, kde se v bodě A štěpí na dva paprsky.
Paprsek č. 1 se odrazí od polopropustné destičky a dopadá kolmo na zrcadlo Z1, zde se odrazí zpátky do bodu A, po průchodu polopropustnou destičkou dopadá do dalekohledu D.
Paprsek č. 2 projde polopropustnou destičkou, dopadne kolmo na zrcadlo Z2, zde se odrazí zpátky do bodu A, v bodě A se odrazí do dalekohledu D.
Oba paprsky se tedy sejdou v dalekohledu, kde spolu interferují. Protože paprsek č. 2 projde polopropustnou destičkou celkem třikrát, vkládá se do cesty paprsku č. 1 destička k1 (kompenzační) rovnoběžná s destičkou d. Pokud jsou vzdálenosti zrcadel Z1 a Z2 od bodu A stejné, budou stejné i dráhy paprsků a v ohnisku objektivu se oba paprsky zesílí.
V případě, že posuneme zrcadlo Z2 o vzdálenost l, dráhový rozdíl paprsků bude Δl=2l. V závislosti na velikosti dráhového rozdílu vznikají interferenční maxima pro Δl = k λ (kde k je celé číslo, λ vlnová délka paprsku) a interferenční minima pro Δl = (2k + 1)λ/2.